# Іскандарова Ханіфа Сіражівна
Ханіфа Сіражівна Іскандарова (башк.Хәнифә Сираж ҡыҙы Искәндәрова; 20 березня 1928 — 4 вересня 2020) — вчителька Аркауловської середньої школи БАССР, Герой Соціалістичної Праці. Депутат Верховної Ради СРСР восьмого, дев'ятого скликань (1970—1979). Народний учитель СРСР (1982). Заслужений вчитель школи РРФСР (1967).

## Біографія
Ханіфа Сіражівна Іскандарова народилася 20 березня 1928 року в селі Яхіно Салаватського району Башкирської АРСР.
Закінчивши 7 класів початкової школи, працювала в колгоспі обліковцем. У 1960 році закінчила Башкирський державний університет. З 1944 року навчалася в Месягутовському педагогічному училищі в с. Месягутово Дуванського району РБ, після закінчення якої навчалася в Уфі в учительському інституті.
По закінченню Уфимського учительського інституту в 1949 році Ханіфа Сіражівна працювала вчителькою біології Аркауловської середньої школи Салаватського району Башкирської АРСР. Потім з 1955 по 1956 роки працювала вчителькою Мещегаровської середньої школи, у 1956—1961 роках — Турналинської семирічної, Малоязівської середньої шкіл, з 1962 року — Аркауловської середньої школи.
У процесі навчання Ханіфа Сіражівна проводила заняття на полях і фермах радгоспу «Саргамыш», виступала перед працівниками радгоспу з цікавими лекціями і доповідями. Ханіфа Сіражівна вела гурток юного натураліста, обладнала в школі кабінет біології, керувала дослідною ділянкою школи, плоди якого були представлені на ВДНГ у Москві. Її педагогічний досвід був рекомендований до вивчення і широко підтриманий в республіці.
За великі заслуги у справі навчання і комуністичного виховання учнів Указом Президії Верховної Ради СРСР від 1 липня 1968 року Іскандаровій присвоєно звання Героя Соціалістичної Праці.
До 1990 року Ханіфа Сіражівна працювала вчителем біології Аркауловської середньої школи (с. Аркаул Салаватського району РБ).
Ханіфа Сіражівна обиралася Депутатом Верховної Ради СРСР восьмого і дев'ятого скликань (1970—1979), делегат XXIV з'їзду КПРС, делегат першого Всесоюзного з'їзду учителів (1968).
До кінця життя проживала в місті Уфі.

## Нагороди та звання
- Герой Соціалістичної Праці (1968)
- Нагороджена орденом Леніна (1968), медалями, Почесною грамотою Президії Верховної Ради Башкирської АРСР (1988)
- Народний вчитель СРСР (1982)
- Заслужений вчитель школи РРФСР
- Заслужений вчитель Башкирської АРСР